# HD 152249

HD 152249 (HR 6263) è una supergigante blu della costellazione dello Scorpione, appartenente all'ammasso aperto NGC 6231.

## Osservazione

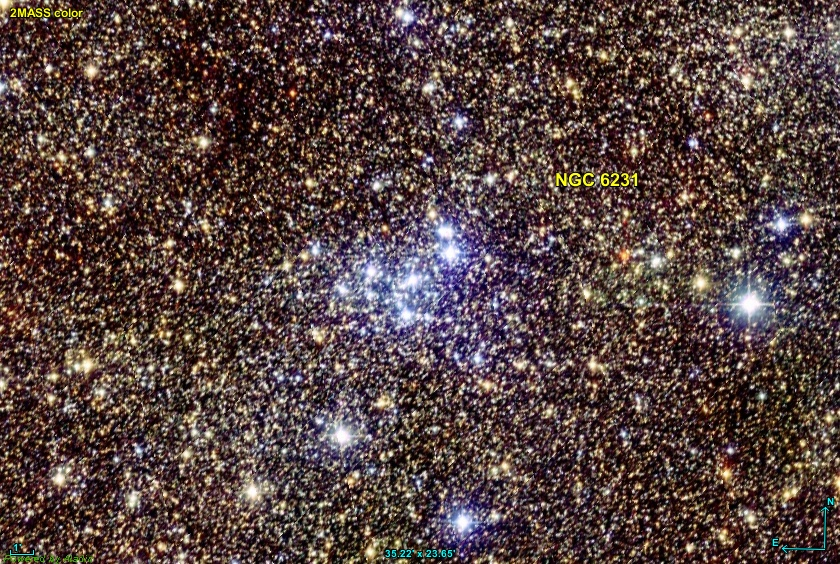
L'ammasso aperto NGC 6231 cui la stella appartiene

L'ammasso aperto NGC 6231 cui la stella appartiene è visibile ad occhio nudo, essendo di magnitudine 2,6, mezzo grado a nord della coppia di stelle ζ1 Scorpii e ζ2 Scorpii, in una zona estremamente luminosa della Via Lattea. Un binocolo 10x50 già lo risolve in alcune decine di stelle blu, estremamente vicine fra di loro, mentre un telescopio newtoniano consente di scoprire che molte delle sue componenti sono apparentemente doppie. Lo strumento ideale per la sua osservazione è un rifrattore o un riflettore di piccole dimensioni, che consente di inquadrarlo all'interno di un ricchissimo campo stellare.
Essendo un oggetto dell'emisfero australe, è visibile dall'emisfero nord solo da una fascia relativamente ristretta e solo per pochi mesi all'anno, mentre nelle regioni più australi dell'emisfero sud, si presenta circumpolare. Dalle regioni mediterranee è osservabile senza difficoltà soprattutto nelle aree meridionali.